# Ferrovia Tunisi-La Goletta-La Marsa
La ferrovia Tunisi-La Goletta-La Marsa (detta TGM) è una linea ferroviaria della Tunisia lunga 19 km, a scartamento normale ed elettrificata, che collega la capitale Tunisi con La Marsa passando per La Goletta. Fu inaugurata nel 1872 e fu la prima ferrovia tunisina.

## Storia

### Prodromi

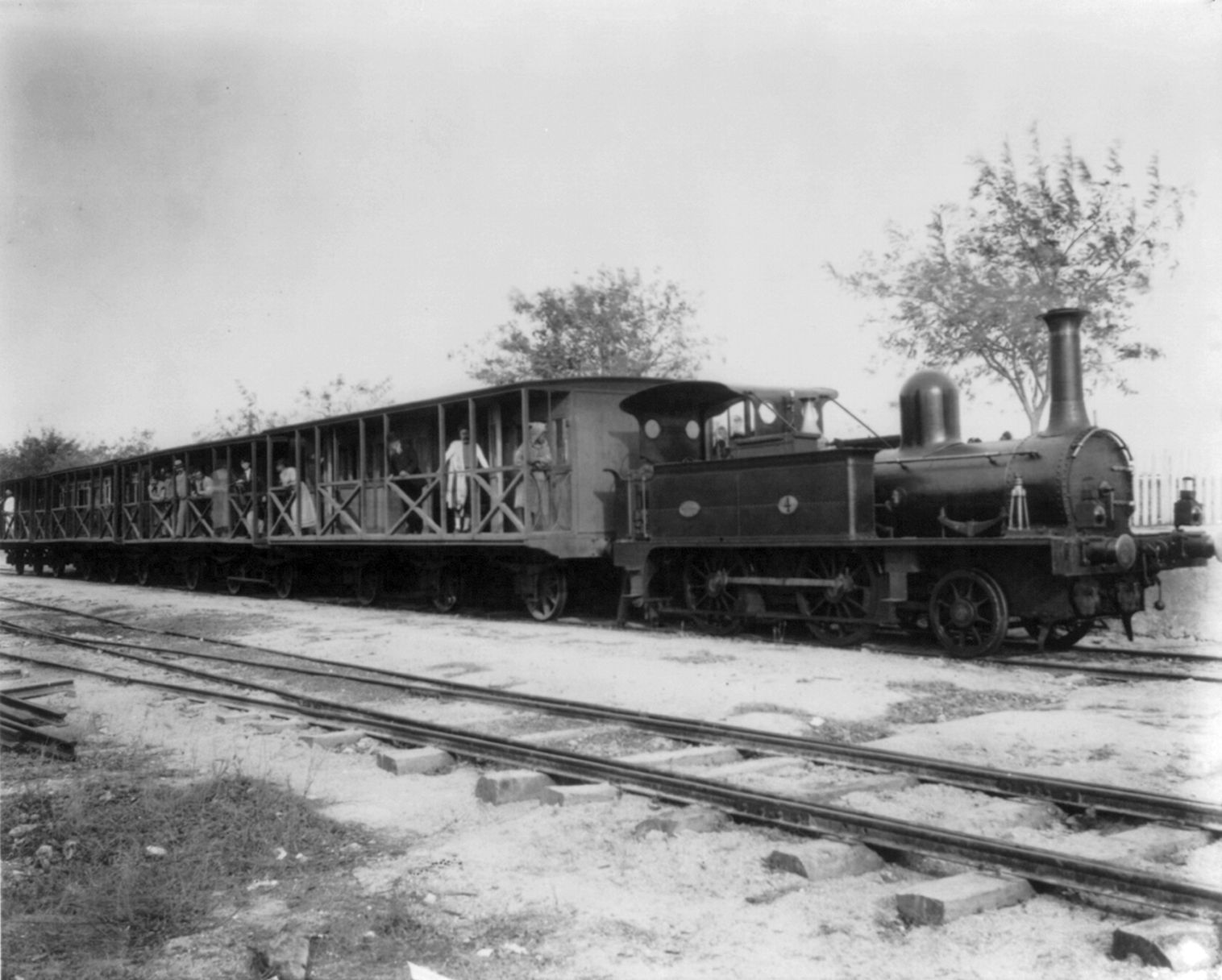
Treno a vapore in uscita da La Marsa, nel 1890

La prima proposta documentabile del progetto di ferrovia Tunisi-La Goletta-La Marsa risale al 1854 quando un industriale britannico ne chiese al visir del Bey, Mustapha Khaznadar l'autorizzazione, senza esito per carenza di fondi. Tra 1859 e 1864 seguirono una serie di proposte per una ferrovia tra Tunisi e La Goletta, da parte di imprenditori o società, di Paesi Bassi, Francia, Stati Uniti d'America, Regno Unito e Italia tutte respinte per impossibilità del beilicato a reperire fondi sufficienti.
Tra 1862 e 1864 una società italo-francese ed una inglese perorate rispettivamente dal console francese Léon Roches e da quello inglese sir Richard Wood sembravano sul punto di ottenere l'assenso del bey ma l'insurrezione tunisina del 1864 mandò tutto a monte.
Il 7 febbraio 1870 l'ingegnere spagnolo Theodoro De Montez ottenne la concessione per le ferrovie Tunisi-Bardo e Tunisi-La Goletta-La Marsa. Il 15 marzo 1870 iniziarono gli espropri dei terreni e alcuni lavori preparatori. Lo scoppio della guerra franco-prussiana creò problemi alla consegna delle forniture per la ferrovia e penalizzò il reperimento di capitali sulla piazza di Tunisi. Il primo ministro del Bey il 14 maggio 1871 dichiarò decaduta la concessione.

### La concessione realizzata

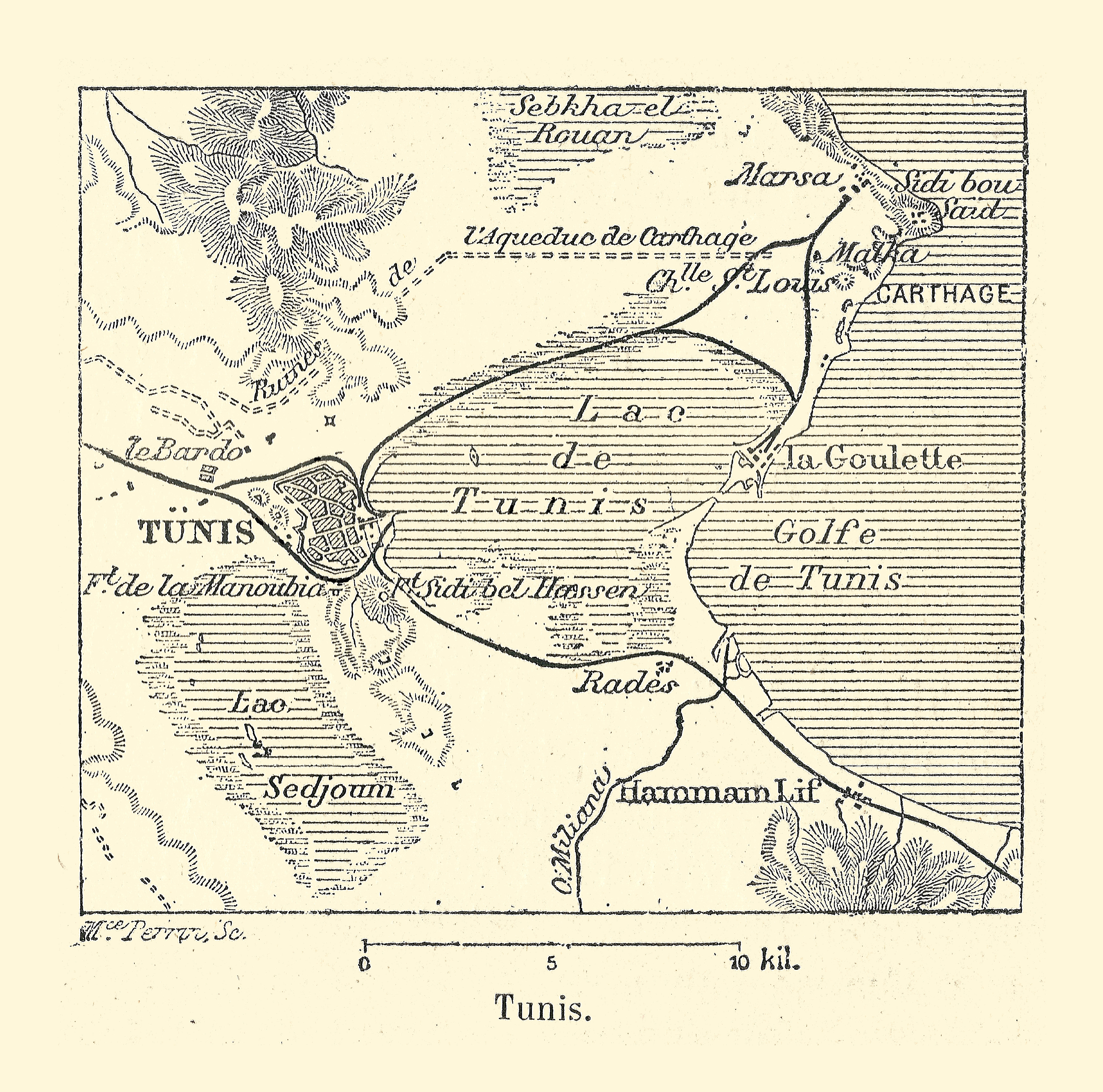
Mappa della ferrovia nel 1894

Dopo il fallimento del De Montez, il 7 agosto 1871, una società anglo-italiana Pickering-Mancardi chiese la concessione per le ferrovie Tunisi-La Goletta e Tunisi-Il Bardo con l'impegno a costruire entro un anno pena la revoca e la confisca. Il contratto venne accolto. Mancardi intanto aveva già iniziato il concentramento a La Goletta dei materiali di costruzione. Il 4 settembre 1871 iniziarono i lavori utilizzando come piattaforma la strada rotabile poggiando su essa le traverse e le rotaie di ferro da 29 km/m; la linea fu pronta il 2 settembre del 1872 ma nel frattempo Pickering, il 26 luglio, era stato già dichiarato fallito dalla corte inglese. Mancardi rimase solo come direttore fino ad ottobre; l'inaugurazione venne fatta dal Bey di Tunisi Mohammed es Sadok per il tratto di 16 km, Tunisi e La Goletta il 2 di agosto del 1872.
Dopo l'inaugurazione Mancardi venne allontanato dai lavori. Pickering tornato a Londra vendette la ferrovia a John Philip Wilkinson per 40.000 sterline reinvestendole poi nella Tunisian Railways Company, società costituita a Londra nel giugno 1872. La cessione alla società venne approvata dal Bey il 9 settembre 1872; questa fu diretta a Londra da George Balfour. La nuova società intraprese gli espropri per i lavori di proseguimento verso La Marsa. In agosto 1873 ripresero i lavori e il 30 novembre 1874 erano aperte all'esercizio l'intera tratta La Goletta-La Marsa (di 5 km) e la tratta L'Aouina-La Marsa (di 7 km).
La linea era stata costruita, a scartamento normale, ma di cattiva qualità, dotata di rotabili scadenti e senza alcuna protezione lungo il percorso. L'esercizio si rivelò scarsamente redditizio: solo un treno giornaliero percorreva l'intero tragitto mentre erano quattro quelli tra Tunisi e La Goletta.

### La gestione Rubattino

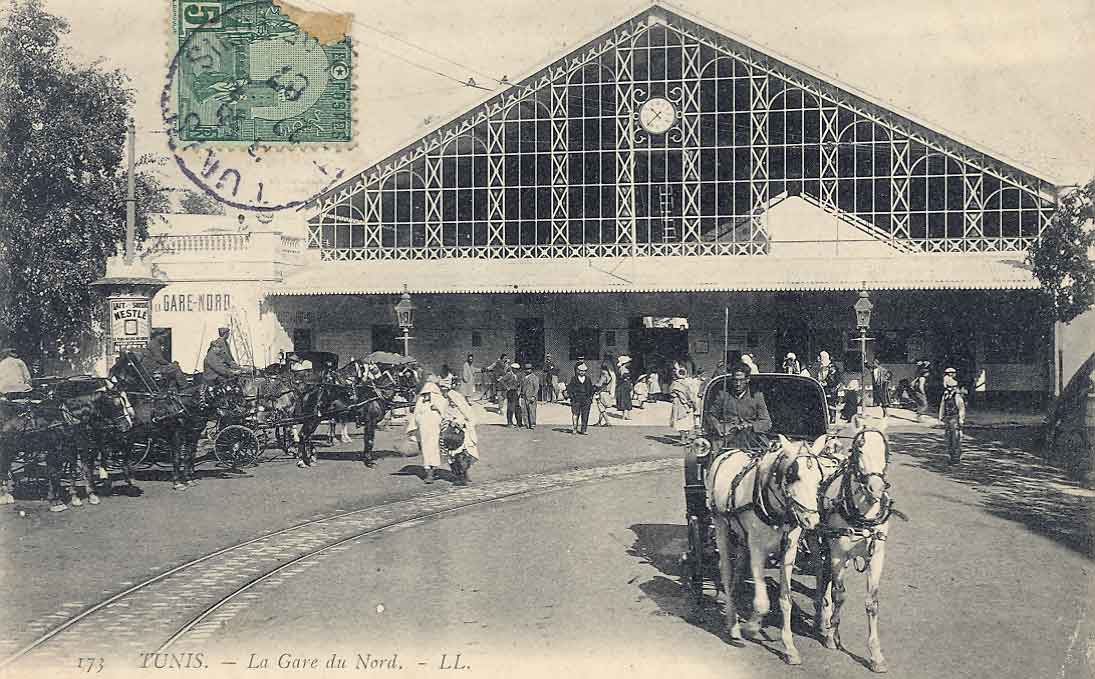
Stazione di Tunisi Nord, nel 1915

Il tracollo della società inglese innescò una serie di schermaglie diplomatiche che coinvolgevano i consoli e i governi, francese e italiano, che alla fine sfociarono in un vero e proprio incidente internazionale (1878) riguardo al possesso della ferrovia tra la capitale e il porto, più vicino all'Italia e ai suoi interessi, della Goletta. La Tunisi-La Goletta rappresentava l'accesso alla capitale dal porto, altrimenti raggiunta solo da piccole imbarcazioni sui bassi fondali della laguna.
La genovese Società di navigazione Rubattino gestiva dal 1851 la linea marittima Genova-Cagliari-Tunisi; nel febbraio 1880, con il segreto appoggio del governo italiano contattò a Londra i rappresentanti della "Tunisian Railways" per l'acquisto della ferrovia ma la concorrente francese "Bone-Guelma" in maniera poco chiara ottenne il contratto di acquisto. L'intervento del Presidente del Consiglio italiano, Benedetto Cairoli, che offrì segretamente una cauzione di 7 milioni di lire e una garanzia d'interesse del 6% sulle somme investite dalla "Rubattino" sbloccò a favore di Rubattino la situazione; il prezzo finale pagato fu di 165 000 sterline. Il 1º agosto 1880 la Rubattino iniziò il rinnovamento dell'armamento, la sostituzione delle obsolete rotaie di ferro con quelle di acciaio. Il traffico, prima quasi inesistente, riprese e si sviluppò in numero di viaggiatori e di merci trasportate. Rubattino chiese, invano, la concessione di una banchina riservata nel porto della Goletta fino al marzo 1881, ma tale richiesta non fu accolta, anche dietro pressioni del console francese.
Dopo l'invasione militare dell'aprile 1881 (cui seguì il Trattato del Bardo) l'importanza della ferrovia diminuì e cessò con l'instaurazione del protettorato francese in Tunisia. Anche il porto perdette progressivamente la sua frequentazione togliendo alla ferrovia anche il traffico merci. La ferrovia rimase di interesse suburbano. La Rubattino aprì nel novembre 1884 la tratta tra El Aouina e La Marsa, di 6 km. Il 29 luglio 1898 la Rubattino vendette la totalità delle sue azioni ferroviarie alla Compagnie des chemins de fer Bône-Guelma e con esse anche la linea.

### Gestione francese

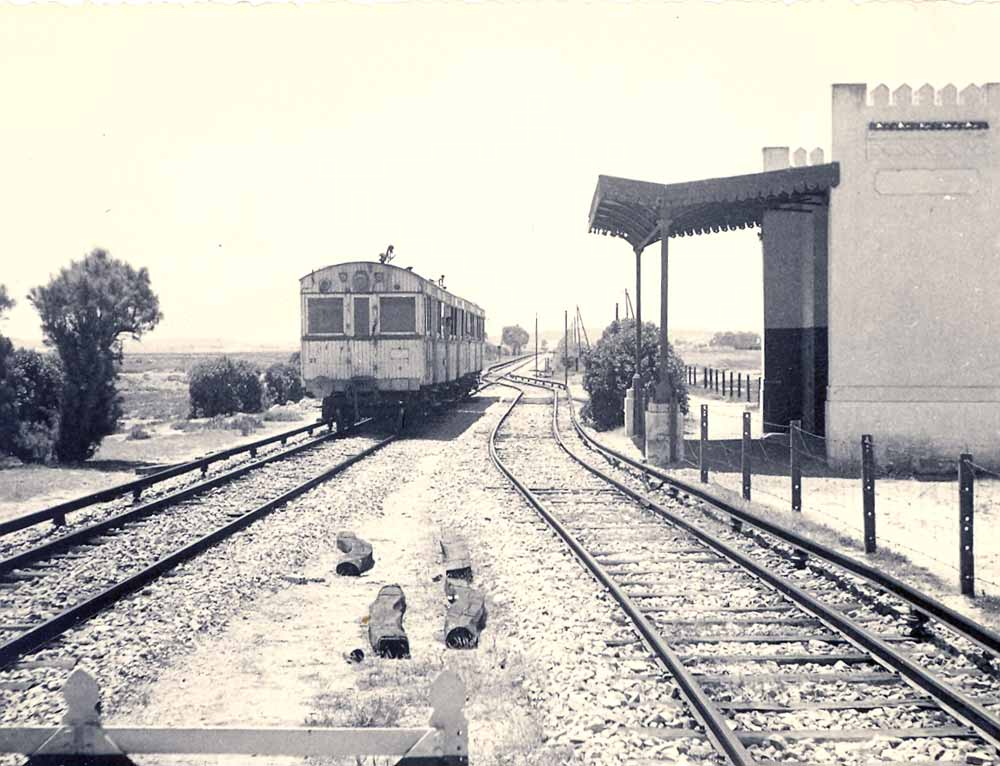
Treno alimentato a terza rotaia in stazione a L'Aouina

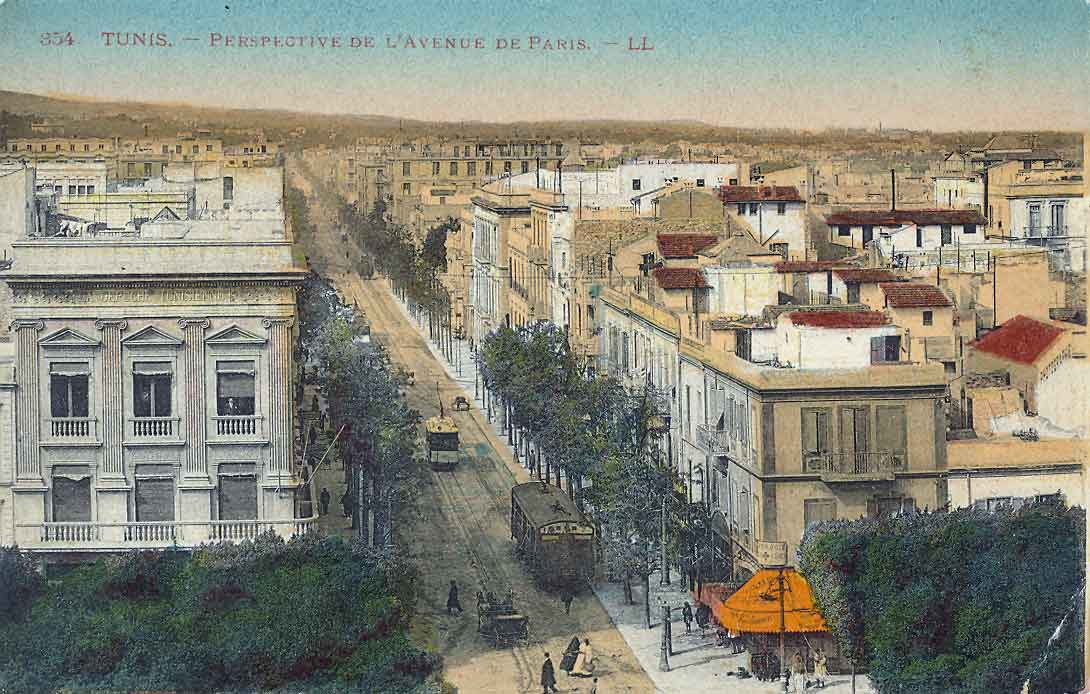
Terminale della linea Nord in Avenue de Paris, nel 1931

La Compagnie des chemins de fer Bône-Guelma, non riuscì a riportare in attivo l'esercizio nonostante una elettrificazione a terza rotaia a corrente continua a 600 volt. Una convenzione del 19-20 agosto del 1905 permise la cessione della linea alla Compagnie des tramways de Tunis; da allora la linea divenne nota come "la TGM".
Nello stesso anno venne programmata la costruzione di una nuova linea diretta Tunisi-La Goletta installata su una diga attraverso la laguna allo scopo di abbreviare il percorso. La nuova linea (ligne Sud) partiva da Tunisi Casino e raggiungeva la spiaggia di Marsa proseguendo, oltre La Goletta, sul litorale raggiungendo Cartagine e Sidi Bou Saïd. La linea esistente (definita ligne Nord) partiva ancora dalla stazione di Tunisi Nord proseguendo su vecchio tracciato fino a La Marsa.
Prima del 1914, la linea Nord spostò il suo capolinea dalla stazione di Tunisi Nord all'Avenue de Paris; intorno al 1935 il capolinea ritornò alla stazione iniziale.
Durante la seconda guerra mondiale, tra dicembre 1942 a giugno 1943, il traffico sulla linea fu interrotto.

### Nazionalizzazione

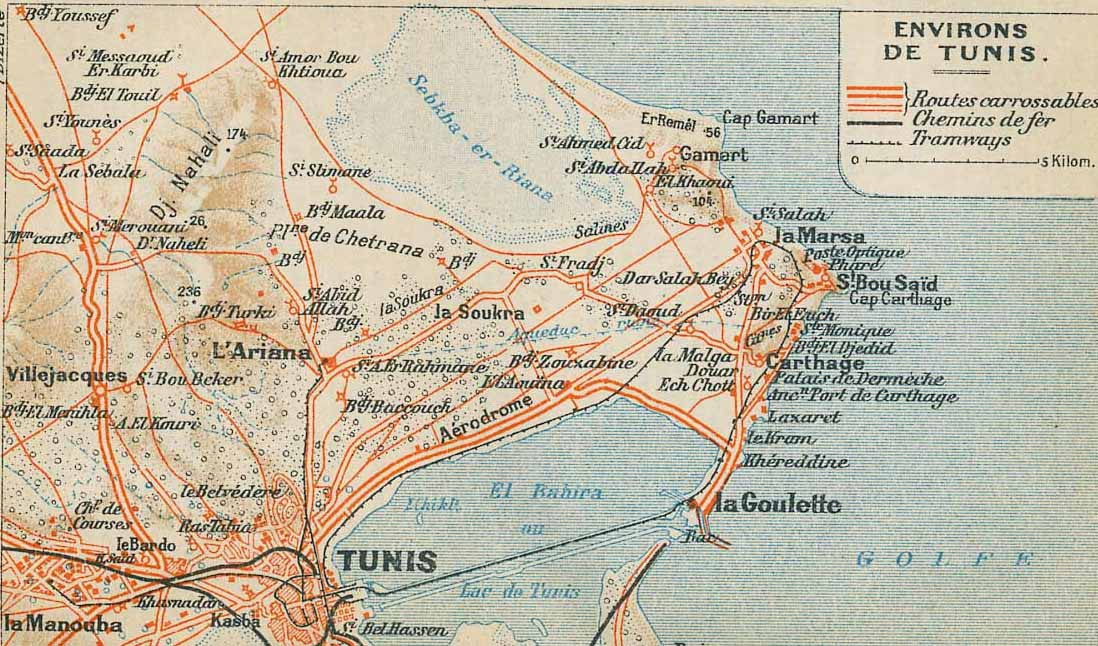
Cartina in francese del 1937 di Tunisi e dintorni; visibile il percorso della ferrovia (chemins de fer)

Nel 1958 la linea venne nazionalizzata, immessa nel "Résau Electricité et trasporto" (RET) e affidata alla gestione della Société Nationale des Chemins de Fer Tunisiens fino al 1963 quando il trasporto viene affidato alla nuova Société nationale des transports (SNT) nata per la gestione del trasporto su strada (nel 1964 specializzata nel trasporto di passeggeri dell'area di Tunisi).
Nel 1965 la ligne Nord fu dismessa e smantellata. Nel 1975 il terminale della ligne Sud fu spostato da Tunisi Casino a Tunisi Marina.

### Rinascita come metro leggera
Nel 1981 la linea venne riproposta come servizio di metropolitana leggera (o, più propriamente, di servizio ferroviario suburbano) gestita dalla Société du métro léger de Tunis, entrando a far parte del sistema di trasporti della capitale tunisina. Nel dicembre 1989 l'alimentazione a terza rotaia venne sostituita da quella a linea aerea di contatto, contestualmente elevando la tensione a 750 volt, sempre a corrente continua.
Dal 2003, insieme alla metropolitana leggera di Tunisi propriamente detta (una rete di metrotranvia), è gestita dalla Société des transports de Tunis (Transtu) costituita in seguito all'unione della Société du métro léger de Tunis e della Société nationale de transports.

## Percorso
| Unknown route-map component "uCONTgq" | Urban railway | Unknown route-map component "uCONTfq" |

|  | Head station |

| Transverse water | Unknown route-map component "hKRZWae" | Transverse water |

|  | Unknown route-map component "DSTR" |

|  | Stop on track |

|  | Stop on track |

|  | Stop on track |

|  | Stop on track |

| Transverse water | Unknown route-map component "hKRZWae" | Transverse water |

|  | Stop on track |

|  | Stop on track |

|  | Stop on track |

|  | Stop on track |

|  | Stop on track |

|  | Stop on track |

|  | Stop on track |

|  | Stop on track |

|  | Unknown route-map component "hSTRae" |

|  | Stop on track |

|  | Underbridge |

|  | Stop on track |

|  | Stop on track |

|  | Underbridge |

|  | Stop on track |

|  | End station |